# Strada facendo (programma televisivo)
Strada facendo è stato un programma televisivo italiano andato in onda su Canale 5 nell'estate 1998, la domenica pomeriggio, dal 14 giugno al 13 settembre per quattordici puntate, con la conduzione di Claudio Lippi ed Enrica Bonaccorti.

## La trasmissione
Il programma proponeva una retrospettiva degli ultimi venti anni, in occasione dell'imminente ventesimo compleanno di Canale 5, nata nel 1978 con il nome di Telemilano 58. In conduttori, Enrica Bonaccorti e Claudio Lippi, riproponevano al pubblico i fatti di attualità, gli eventi di grande risonanza mediatica, i brani musicali di maggior successo ma in particolar modo le trasmissioni di Canale 5 che avevano caratterizzato ogni singolo anno, o ogni stagione, a partire dalla fondazione dell'emittente.
In studio, un gruppo musicale con le voci di Elisabetta Virgili, Debora Quattrini e Paride Pezzolato riproponeva quindi le canzoni più rappresentative di ogni annata, mentre tra gli ospiti delle varie puntate, che hanno raccontato le loro esperienze nelle trasmissioni realizzate per la rete del Biscione, si sono susseguiti Amanda Lear, i Trettré, Gigi e Andrea, Eleonora Brigliadori, Jo Squillo, Paolo Liguori, Gianfranco D'Angelo, Lina Wertmüller, Nadia Bengala, Corrado Tedeschi e i fratelli Joe e Jennifer Schettino.
Diversi filmati di repertorio e spezzoni di trasmissioni prodotte nei venti anni di attività di Canale 5 si alternavano ai momenti di intrattenimento in studio.
Il titolo, volutamente evocativo, prendeva ispirazione dal noto brano di Claudio Baglioni Strada facendo, che faceva da sigla al programma.

### Collocazione in palinsesto
Il programma è andato in onda durante la pausa estiva di Buona Domenica prendendone il posto nel palinsesto della domenica pomeriggio, tre le 13.30 e le 18. Ne sono state trasmesse quattordici puntate, andate in onda dal 14 giugno al 13 settembre 1998.